# Phyllocycla hespera
Phyllocycla hespera är en trollsländeart som först beskrevs av Philip Powell Calvert 1909.  Phyllocycla hespera ingår i släktet Phyllocycla och familjen flodtrollsländor. Inga underarter finns listade i Catalogue of Life.